# Thái Nguyên
Thái Nguyên wymowaⓘ – miasto w północnym Wietnamie, na północ od Hanoi, ośrodek administracyjny prowincji Thái Nguyên. W 2009 roku liczyło 199 732 mieszkańców.